# Franz II. (Bretagne)

Franz’ Wappen als Graf von Étampes

Franz’ Wappen als Herzog von Bretagne

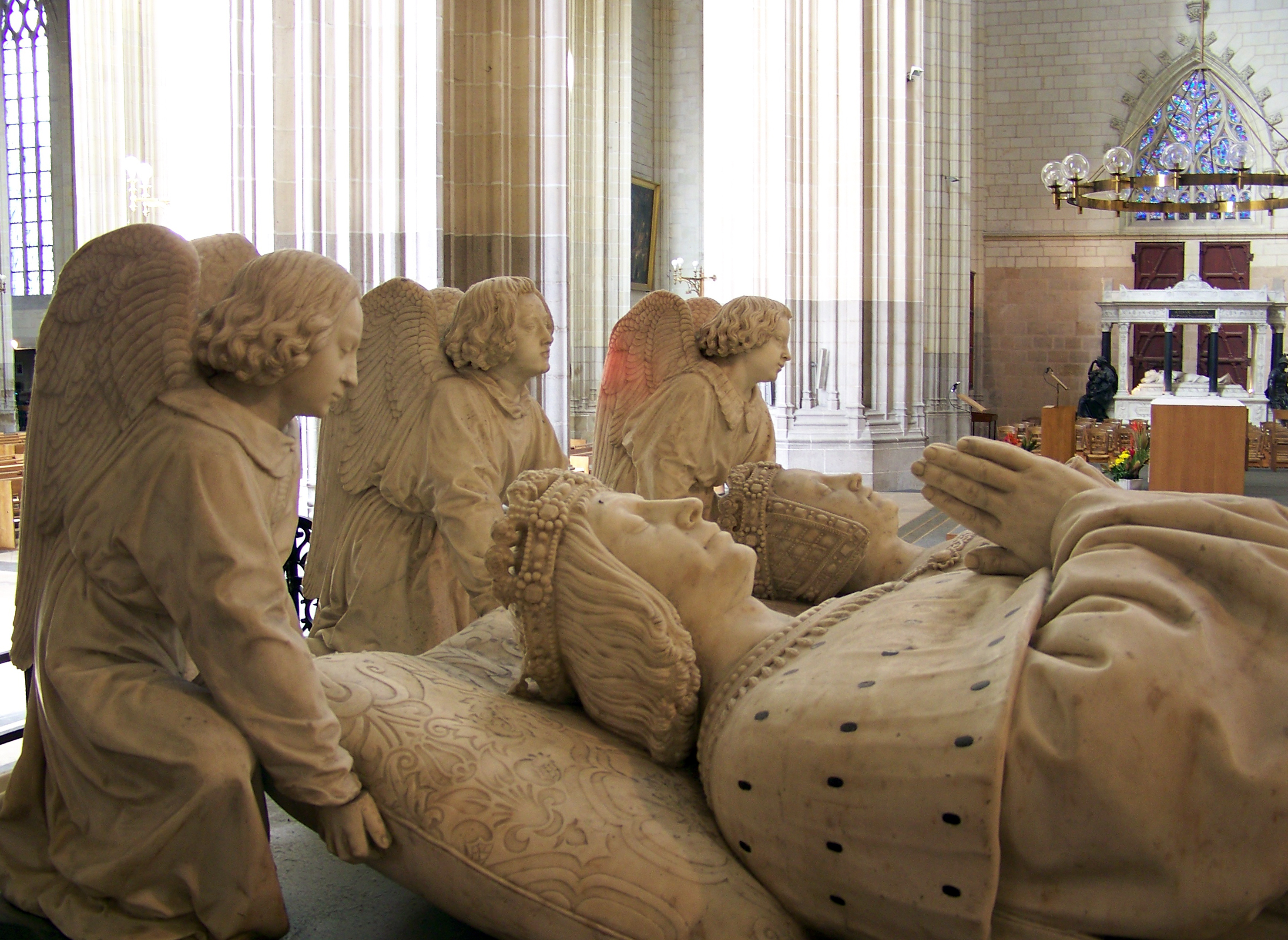
Grabmal in Nantes

Franz von Étampes (* 23. Juni 1435 in Étampes; † 9. September 1488 in Couëron bei Nantes) war Graf von Étampes und als Franz II. Herzog der Bretagne von 26. Dezember 1458 bis 9. September 1488. Er war der Sohn von Richard d’Étampes und Marguerite d’Orléans.

## Leben
Beim Tod seines Vaters 1438 wurde er dessen Nachfolger als Graf von Étampes. Als im Jahre 1458 sein Onkel Arthur III. starb und keinen Sohn hinterließ, wurde Franz als dessen Erbe auch Herzog der Bretagne. Franz ging es vor allem um die Erhaltung der Unabhängigkeit seines Herzogtums von Frankreich. Zwar war Franz II. selbst ein Kapetinger aus der Nebenlinie des Hauses Frankreich-Dreux, doch gingen die durch Heirat erworbenen dynastischen Ansprüche dieser Linie auf den frühmittelalterlichen bretonischen Grafen Nominoë zurück und waren damit unabhängig von der französischen Krone. 
Da König Ludwig XI. Franz’ Selbständigkeit schmälern wollte, schloss er mit mehreren französischen Großen die Ligue du Bien public. Ludwig verlor die Schlacht bei Montlhéry und musste sich zu dem Frieden von Saint-Maur am 29. Oktober 1465 verstehen, worin er dem Herzog Franz alle von diesem beanspruchten Rechte zugestand. Bald darauf geriet Franz wegen der Normandie, die Ludwig dem Herzog von Berry abgenommen hatte, von neuem mit dem König in Fehde, die durch den Frieden vom 10. September 1472 nur zeitweilig beigelegt wurde; denn Ludwig fiel 1473 an der Spitze von 50.000 Mann in die Bretagne ein und nahm die Burg Ancenis und einige andere feste Plätze.
Ebenfalls 1473 schlossen Ludwig XI. und Karl der Kühne von Burgund, der Verbündete des Herzogs Franz den Vertrag von Senlis (1473). Karl wollte damit freie Hand gegen Lothringen und die Schweizer zu bekommen. Daher musste Franz 1475 im Vertrag von Senlis (1475) dem König Gehorsam und Lehnspflicht geloben. Sein Lehen über die Grafschaft Étampes war spätestens 1477 eingezogen worden, dieses wurde 1478 Franz’ Schwager Johann de Foix erteilt. Nach Ludwigs Tod 1483 wurde der Hof des Herzogs aufs Neue der Sammelplatz der unzufriedenen französischen Großen, des Herzogs von Orléans, Grafen Dunois und anderer, welche den Feudalismus vor der Unterdrückung durch die königliche Gewalt zu retten suchten. Allein der Krieg hatte einen für die Verschworenen ungünstigen Ausgang (siehe Guerre folle).
Im Burgundischen Erbfolgekrieg (1477–1493) ging Franz II. am 15. März 1486 ein Bündnis mit Maximilian von Habsburg ein und griff die Franzosen im Rücken an.
Mit seiner Niederlage in der Schlacht bei Saint-Aubin-du-Cormier (27. Juli 1488) endete jedoch das Bündnis und die Bretagne verlor für immer ihre Unabhängigkeit. Im Vertrag von Sablé (20. August 1488) musste sich der bretonische Herzog von allen Verbindungen mit den Feinden des französischen Königs lossagen und diesem versprechen, seine erbberechtigten Töchtern nicht ohne dessen Einwilligung zu vermählen. Als Franz II. wenige Wochen später am 9. September 1488 starb, hatte der französische König Karl VIII. den Rücken wieder frei und eroberte zusammen mit Philipp von Kleve-Ravenstein in kurzer Zeit fast ganz Flandern.
Franz II. wurde in der Karmeliterkirche von Nantes beigesetzt. Sein Grabmal wurde später in die Kathedrale von Nantes verlegt.

## Ehen und Nachkommen
In erster Ehe heiratete er im November 1455 auf Château de l’Hermine  seine Cousine Margarete von Bretagne († 25. September 1469), Tochter des Herzogs Franz I. und dessen Frau Isabella von Schottland. Mit ihr hatte er einen Sohn:
- Franz (* 29. Juni 1463; † 25. August 1463), Graf von Montfort

In zweiter Ehe heiratete er am 27. Juni 1471 in Clisson Margarete von Foix (* nach 1458; † 15. Mai 1486), Tochter des Grafen Gaston IV. von Foix und Bigorre und der Infantin Eleonore von Navarra (siehe auch → Stundenbuch der Margarete de Foix, Herzogin der Bretagne). Mit ihr hatte er zwei Töchter:
- Anne de Bretagne (* 25. Januar 1477; † 9. Januar 1514), Herzogin der Bretagne (siehe auch → Stundenbuch der Anne de Bretagne)
  - ⚭ I) König Karl VIII. von Frankreich (* 1470; † 1498)
  - ⚭ II) König Ludwig XII. von Frankreich (* 1462; † 1515)
- Isabella (* 1481; † 24. August 1490)

Am 6. Dezember 1491 wurde im Schloss Langeais an der Loire die Ehe der Erbtochter von Franz II. Anne de Bretagne  mit dem französischen König Karl VIII. „nicht nur geschlossen, sondern auch vollzogen“. Eine bereits im Jahr zuvor durch Trauung per Stellvertreter mit dem Maximilian von Habsburg geschlossene Ehe konnte nicht vollzogen werden und wurde noch vor der Hochzeit Karls mit Anne durch einen Dispens des französischen Hofklerus annulliert.  Anne de Bretagne wurde am 27. Februar 1492 in Saint-Denis zur Königin von Frankreich gekrönt.  Die „französisch-bretonische Heirat“ aber sicherte Frankreich die Herrschaft über die Bretagne für ewige Zeiten.
Nach dem Tod Karls VIII. (1498) heiratete Anne dessen Nachfolger auf dem französischen Thron Ludwig XII. (1499), später deren Tochter Claudia den französischen König Franz I.

### Illegitime Kinder
Aus der Verbindung mit Antoinette de Maignelais hatte er vier Kinder:
- François dʼAvaugour genannt von Bretagne (* wahrscheinlich um 1463), Graf von Vertus und Goello, ⚭ 1492 Madeleine de Brosse, Tochter des Jean de Brosse, Graf von Penthievre
- Antoine (* vermutlich nach 1465; † vermutlich 1483[6])
- Françoise (* vermutlich nach 1465)
- eine Tochter[7]

Von einer weiteren Mätresse hatte er noch ein weiteres uneheliches Kind:
- ein Sohn (* 1466; † jung)